# Epice setifemur
Epice setifemur är en tvåvingeart som först beskrevs av Malloch 1939.  Epice setifemur ingår i släktet Epice och familjen Pyrgotidae. Inga underarter finns listade i Catalogue of Life.